# Ават (Єнбекшиказахський район)
Ава́т (каз. Ават) — село у складі Єнбекшиказахського району Алматинської області Казахстану. Адміністративний центр та єдиний населений пункт Аватського сільського округу.
Населення — 4314 осіб (2021; 5670 у 2009, 3811 у 1999, 3550 у 1989).